# Romny (huyện)
Huyện Romny (tiếng Ukraina: Роменський район, chuyển tự: Romnys’kyi raion) là một huyện của tỉnh Sumy thuộc Ukraina. Huyện Romny có diện tích 1859 km², dân số theo điều tra dân số ngày 5 tháng 12 năm 2001 là 46254 người với mật độ 25 người/km2. Trung tâm huyện nằm ở Romny.